# Аристомах I (тиран Аргосу)
Арістомах I (д/н — 241 рік до н. е.) — тиран міста Аргосу з 252/251 до 241 року до н. е. Наслідував після смерті батька тирана Аристіппа.

## Життєпис
Арістомах I спокійно перебрав владу після батька. Він продовжував зберігати союз з Македонією, в якій бачив основу своєї влади. Для зміцнення позицій Арістомах також уклав угоду з Афінами. 
За наказом Арістомаха усіх громадян та мешканців Аргосу роззброїли. Громадські інституції було ліквідовано — усіма зовнішніми та внутрішніми справа займався виключно тиран. Водночас Ариітомах I у 251 році до н. е. не завадив Аратові, майбутньому видатному провіднику Ахейського союзу, готувати змову проти Нікокла, тирана Сікіона.
В цей час повстав небіж царя Антигона II Гоната — Олександр, син Кратера, македонській намісник в Елладі. Захопивши Коринф Олександр мав намір захопити усю Грецію. Як союзник Антигона Гоната тиран Аргосу разом з Афінами виступив проти Олександра. Втім, не отримавши допомоги з Македонії, у 249 році Арістомах I вимушений був укласти мирну угоду з Олександром.
В подальшому Арістомах займався здебільшого внутрішніми справами. Він не мав широкої підтримки серед населення, тому вимушений був утримувати найманців. Для сплати їм грошей Арістомах значно підвищив податки. Врешті-решт у 241 році до н. е. Арістомаха I було вбито власними радами. Владу наслідували сини — Аристіпп та Арістомах.